# Nse Ikpe-Etim
Nse Ikpe-Etim (Lagos, 21 de octubre de 1974) es una actriz nigeriana. Logró reconocimiento en 2008 por su papel en la película romántica Reloaded. Fue nominada en la quinta y en la octava edición de los Premios de la Academia del Cine Africano en la categoría de mejor actriz protagónica por su desempeño en las películas Reloaded y Mr. and Mrs. respectivamente. En 2014 fue nombrada la mejor actriz en una producción dramática en los Premios Africa Magic Viewers Choice por interpretar el papel de Nse en la cinta Journey to Self.

## Trayectoria
Etim nació el 21 de octubre de 1974 en Lagos. Etim asistió a la escuela infantil Awa y a la escuela primaria Command en el estado de Kaduna en el norte de Nigeria, desde donde luego amplió sus estudios en Louis College, Jos en el estado de Plateau, Nigeria , y en los colegios del gobierno federal en Jos e Ilorin. Dijo que su familia a menudo era transferida a varias regiones de Nigeria debido a la carrera de su padre en el Banco Central de Nigeria. Etim obtuvo su primer título en Artes Teatrales de la Universidad de Calabar.
A los 18 años, Etim comenzó a actuar en el escenario de la universidad. Su primera aparición en televisión fue en la telenovela familiar Inheritance. Después de graduarse de la universidad, abandonó temporalmente la industria cinematográfica para aventurarse en otros proyectos antes de regresar con Reloaded de Emem Isong junto a Ramsey Nouah, Rita Dominic, Ini Edo y Desmond Elliot.
En diciembre de 2019, Nse Etim apareció en el catálogo Visual Collaborative Polaris, bajo la serie Supernova para humanidades, fue entrevistada junto a personas como: William Coupon, Bisila Bokoko y Ade Adekola.
En 2020, formó parte del elenco de Quam's Money, que es una continuación de la película de 2018 New Money dirigida por Tope Oshin. La historia de seguimiento sigue lo que sucede cuando un guardia de seguridad (Quam) de repente se convierte en multimillonario. El nuevo elenco estuvo encabezado por Falz, Toni Tones, Jemima Osunde, Blossom Chukwujekwu y Nse Ikpe-Etim.
Sin embargo, en febrero de 2021 interpretó el papel principal junto a Richard Mofe-Damijo y Zainab Balogun en la dirección cinematográfica de Seyi Babatope, Fine Wine.
Recientemente protagonizó la serie limitada de Netflix de 2023 "Shanty Town".

## Vida personal
Etim es la primera de seis hijos. En una entrevista con Toolz, declaró que ha tenido Caucasian Padrinos. Se casó con su amigo de la infancia Clifford Sule el 14 de febrero de 2013 en un registro de Lagos. Unos meses después de la unión civil se celebró una ceremonia de boda tradicional en su ciudad natal en el estado de Akwa Ibom y el estado de Lagos, respectivamente. Actualmente reside en Londres con su marido, un profesor titular de la Universidad de Middlesex que frecuenta Nigeria para compromisos cinematográficos.
El 20 de marzo de 2020, publicó en su página de Instagram que acababa de regresar del Reino Unido, uno de los lugares más afectados por el COVID-19, según el Ministerio Federal de Sanidad. No obstante, siguió las directrices del Nigeria Center for Disease Control (NCDC) de autoaislarse. Recibió el apoyo de colegas como Rita Dominic, Chika Ike, Iyabo Ojo entre otros.

## Filmografía
| Año  | Título               | Rol                 |
| ---- | -------------------- | ------------------- |
| 2003 | Emotional Crack      | Productora asociada |
|      | Venom of Justice 2   |                     |
| 2008 | Reloaded             |                     |
| 2010 | Bursting out         |                     |
| 2010 | Inale                | Ori                 |
| 2011 | Guilty Pleasures     |                     |
| 2011 | Memories of My Heart |                     |
| 2011 | Kiss and Tell        | Tena                |
| 2011 | Spellbound           | Mary                |
| 2012 | Phone Swap           | Mary                |
| 2012 | Mr. and Mrs.         | Susan Abbah         |
| 2012 | The Meeting          | Bolarinwa           |
| 2012 | Journey to Self      | Nse                 |
| 2012 | Black November       | Lawyer              |
| 2013 | Broken               | Mariam Idoko        |
| 2013 | Blue Flames          |                     |
| 2013 | Hustlers             |                     |
| 2014 | Devil in the Detail  | Helen Ofori         |
| 2014 | The Green Eyed       |                     |
| 2014 | Tunnel               |                     |
| 2014 | In Between           |                     |
| 2015 | The Visit            | Ajiri Shagaya       |
| 2015 | Heaven's Hell        | Alice Henshaw       |
| 2015 | Fifty                | Kate                |
| 2016 | Stalker              | Kaylah              |
| 2016 | A Trip to Jamaica    |                     |
| 2017 | American Driver      | Nse Ikpe-Etim       |
| 2020 | Un nuevo millonario  |                     |
| 2021 | Mamba's Diamond      |                     |